# Sesostris gracilis
Sesostris gracilis is een hooiwagen uit de familie Assamiidae.